# 槇洋介
槇 洋介（まき ようすけ、1932年12月2日 - ）は、タレント・ラジオパーソナリティ・放送作家・ファッション評論家・フリープロデューサー。主に関西で活躍中。

## 来歴・人物
神戸市出身。神戸二中（現兵庫高等学校）卒業。1955年慶應義塾大学卒業後に朝日放送に入社、同期に植草貞夫と山内久司と澤田隆治らがいる。その後、大阪テレビ放送へ出向し、大阪テレビ放送が朝日放送と合併後は新日本放送（現・MBSメディアホールディングス）へ移籍。毎日放送退社後は松下電工（現・パナソニック電工）に転職。
朝日放送・大阪テレビ時代は制作部に所属し、多くの番組でディレクターとして活動。新日本放送時代は制作部門を渡り歩き、松下電工時代は広報・宣伝に携わる。また、北新地の高級クラブで15年に渡りナイトクラブ専属歌手としてジャズ、シャンソン等を歌った。
松下電工退職後にフリーとなりタレント活動を始める。ファッションにも造詣を持ちFM大阪の「槇洋介のファッショントーク」を14年間に渡り出演。

## 現在出演中の番組
- 「月刊　槇洋介」（サンテレビ）番組構成とエグゼクティブプロデューサーも手がける。

## 過去の出演番組
テレビ
- 「ウィークエンドきんき金曜日」（NHK大阪放送局）
- 「槇洋介の健康サロン」（ytv）
- 「槇洋介の本気トーク」（テレビ大阪）
- 「モーニングジャンボ」（TBS）
- 「週刊 槇洋介」（サンテレビ）

他
ラジオ
- 「四つのコーナー」（ラジオ関西）
- 「朝です！槇洋介です」（ラジオ大阪）
- 「ハローミセス」（MBSラジオ）
- 「槇洋介のファッショントーク」（FM大阪）
- 「槇洋介のどうぞご一緒に」（ラジオ大阪）
- 「槇洋介のおはよう!おかやま」（山陽放送）

他

## 著書
- 「槇洋介のマイナス快食快眠術」